# Apeadeiro de Ferrão

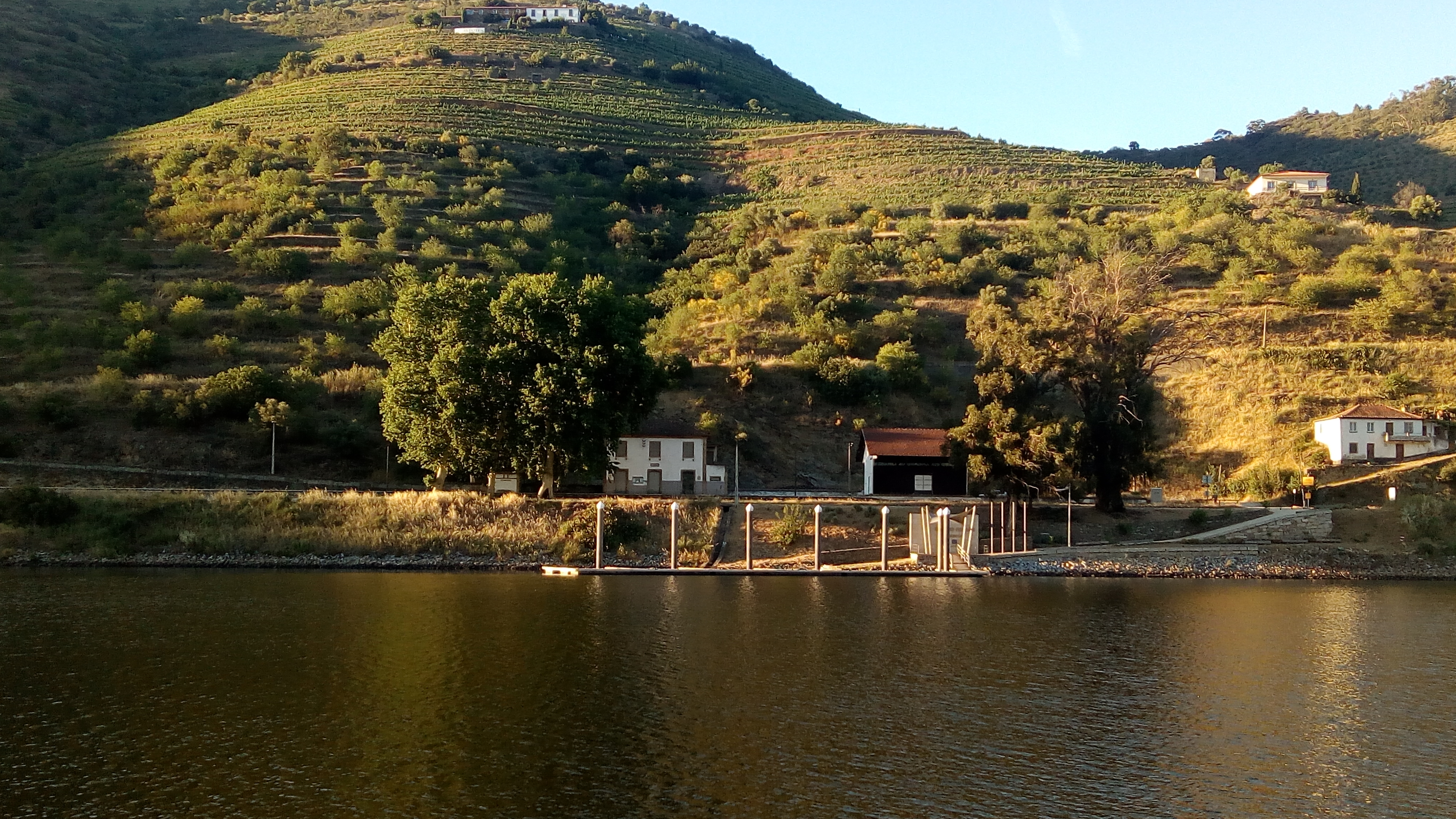
Apeadeiro e cais do Ferrão, em 2019

O Apeadeiro do Ferrão é uma gare da Linha do Douro, que serve a localidade de Ferrão, no concelho de Sabrosa, em Portugal.

## História
Este apeadeiro foi inaugurado em 4 de Abril de 1880, como terminal provisório da Linha do Douro, tendo o lanço seguinte, até ao Pinhão, entrado ao serviço em 1 de Junho do mesmo ano.
Em 29 de Janeiro de 1901, foi apresentado um relatório sobre os acessos rodoviários às gares da Linha do Douro, onde se informava que ainda não se tinha concluído a Estrada Distrital 53, que unia a estação de Ferrão à Estrada Real 39, tendo sido construídos cerca de 8 km e estudados outros 17 km. Em 1 de Maio de 1903, foi concluído o projecto para a ampliação do edifício de passageiros da estação de Ferrão, orçado em 1:400$000 Réis, que foi aprovado por um parecer de 14 de Maio do Conselho Superior de Obras Públicas, e por um diploma do Ministério das Obras Públicas, Comércio e Indústria de 16 de Maio.

Em 1913, havia um serviço de diligências desde a gare do Ferrão até à localidade de Tabua.